# Cuban Links
Cuban Links è un singolo del rapper statunitense Rod Wave, pubblicato l'11 ottobre 2019 come primo estratto dal primo album in studio Ghetto Gospel.
Il brano vede la partecipazione del rapper statunitense Kevin Gates.

## Video musicale
Il video musicale è stato reso disponibile l'11 ottobre 2019, in concomitanza con l'uscita del singolo.

## Tracce
Testi e musiche di Aaron Tago, Frank Dante Gilliam III, Kevin Gilyard, Rodarius Green e Thomas Horton.
1. Cuban Links (feat. Kevin Gates) – 3:12

## Classifiche
| Classifica (2019) | Posizione massima |
| ----------------- | ----------------- |
| Stati Uniti       | 92                |